# Lutjanus cyanopterus
Lutjanus cyanopterus es una especie de peces de la familia Lutjanidae en el orden de los Perciformes.

## Morfología
- Los machos pueden llegar alcanzar los 160 cm de longitud total y 57 kg de peso.[2][3][4]

## Alimentación
Come principalmente peces, gambas y cangrejos.

## Hábitat
Es un pez de mar de clima subtropical y asociado a los  arrecifes de coral que vive entre 18-55 m de profundidad.

## Distribución geográfica
Se encuentra desde Nueva Escocia y Bermuda hasta la desembocadura del río Amazonas (Brasil).